# Michael Pineda
Michael Pineda, né le 18 février 1989 à Yaguate (San Cristóbal) en République dominicaine, est un joueur dominicain de baseball évoluant en Ligue majeure au poste de lanceur. Échangé en janvier 2012 après sa saison recrue chez les Mariners de Seattle, Pineda, blessé, ne fait ses débuts pour les Yankees qu'en 2014.

## Biographie

### Ligues mineures
Michael Pineda est recruté comme agent libre amateur par les Mariners de Seattle le 12 décembre 2005. Il joue deux saisons (2006-2007) en Dominican Summer League puis porte les couleurs des Wisconsin Timber Rattlers (A, 2008), les High Desert Mavericks (A+, 2009), les West Tenn Diamond Jaxx (AA, 2010) et les Tacoma Rainiers (AAA, 2010). En Triple-A, il joue douze rencontres comme lanceur partant pour une moyenne de points mérités de 4,76. Il est finaliste lors du vote organisé par USA Today désignant le meilleur joueur de l'année 2010 en Ligues mineures.

### Ligue majeure

#### Mariners de Seattle

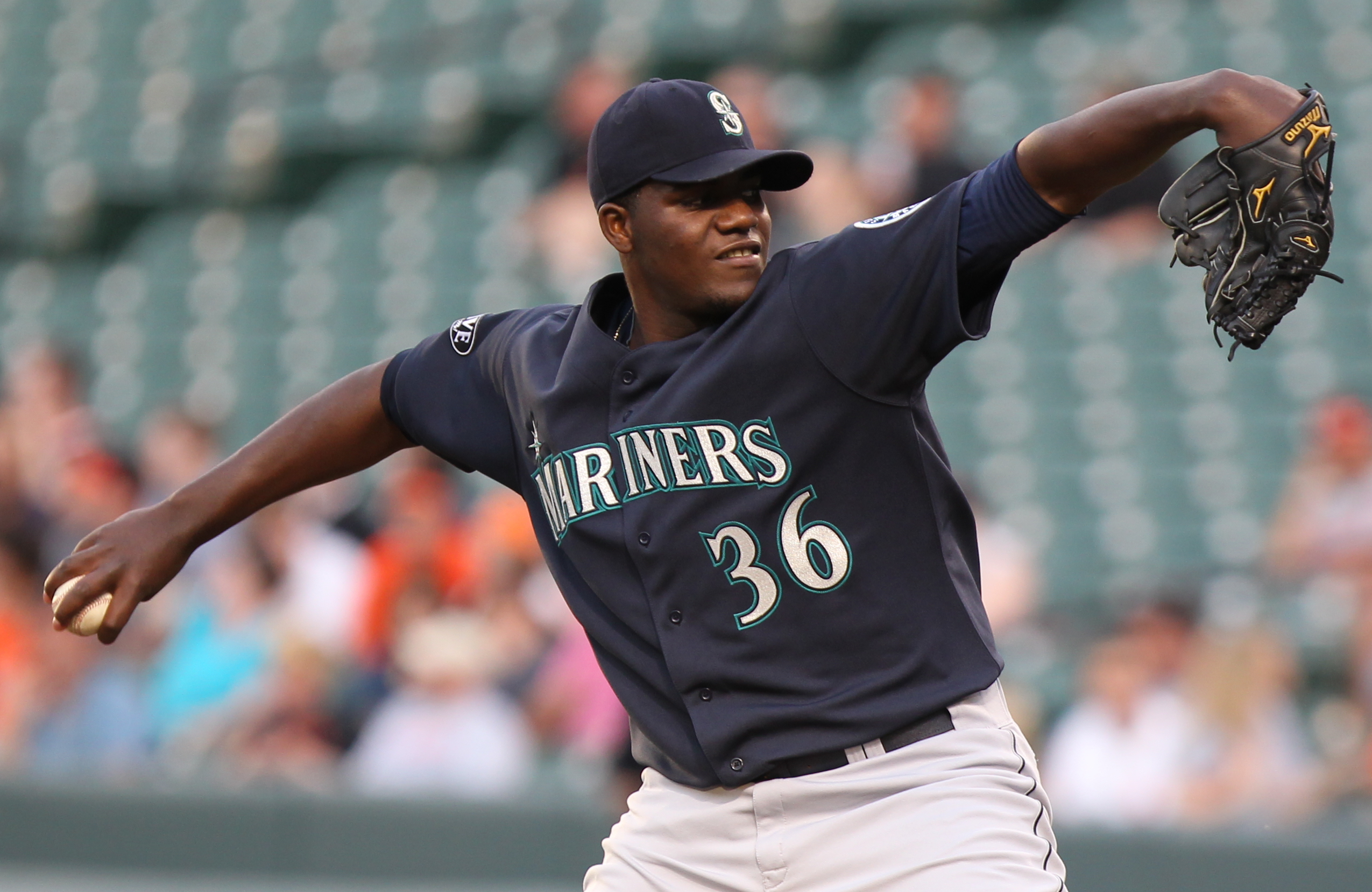
Michael Pineda en mai 2011 avec les Mariners de Seattle.

Incorporé à la rotation des lanceurs partants des Mariners à l'issue de l'entraînement de printemps 2011, Pineda fait ses débuts en Ligue majeure le 5 avril 2011. Lanceur partant du cinquième match de la saison 2011 des Mariners, il reste six manches sur le monticule accordant cinq coups sûrs et trois points aux frappeurs des Rangers du Texas pour quatre retraits sur des prises et un but sur balles. À 22 ans face à des Rangers en état de grâce en ce début de saison, la performance de Pineda est jugée prometteuse par l'encadrement des Mariners. Le 12 avril, il est crédité de sa première victoire dans un gain des Mariners sur les Blue Jays de Toronto.
Il connaît un très bon début de saison 2011 qui lui permet d'être élu recrue par excellence du mois d'avril dans la Ligue américaine. Au cours du premier mois du calendrier régulier, il remporte quatre de ses cinq décisions avec une moyenne de seulement 2,01 points mérités par partie. Il est le premier lanceur de première année des Mariners à remporter quatre victoires en un seul mois depuis Freddy Garcia en août 1999.
Avec les Mariners, une équipe de dernière place en 2011, il remporte 9 victoires contre 10 défaites et réussit 173 retraits sur des prises en 171 manches lancées. Invité au match match des étoiles en juillet, il termine l'année avec le second plus haut total de retraits sur des prises par 9 manches lancées dans la Ligue américaine. Il présente une moyenne de points mérités de 3,74. Il termine 5e au vote déterminant la recrue de l'année de la Ligue américaine.

#### Yankees de New York
Le 23 janvier 2012, les Mariners échangent Pineda et le lanceur droitier des ligues mineures Jose Campos aux Yankees de New York en retour du receveur Jesús Montero et du lanceur droitier Héctor Noesi.
Ennuyé par des douleurs à l'épaule vers la fin de l'entraînement de printemps des Yankees, il amorce la saison 2012 sur la liste des joueurs blessés. À la fin avril, alors qu'il n'a toujours pas joué depuis l'entraînement, il tombe à l'écart du jeu pour le reste de la saison. 
Il passe la majeure partie de 2013 à récupérer d'une opération à l'épaule droite et ne lance que 30 manches et deux tiers en 10 matchs de ligues mineures cette année-là.
Pineda fait enfin ses débuts avec les Yankees le 5 avril 2014 à Toronto contre les Blue Jays. Son premier effort est concluant : il ne donne qu'un point à l'adversaire en 5 manches lancées, mais il encaisse la défaite face à son opposant R. A. Dickey, qui mène les Jays à une victoire de 4-0. Le 10 avril suivant, il fait ses débuts aux Yankee Stadium et remporte sa première victoire dans les majeures depuis le 30 juillet 2011, lorsque New York défait Boston derrière une performance d'un seul point accordé et 7 retraits sur des prises réussis en 6 manches lancées par Pineda. Au cours de ce même match, les caméras de télévision captent ce qui semble être du goudron de pin sur la main de Pineda alors qu'il est au monticule,. Appliquer certains corps étrangers, dont le goudron de pin, sur la balle est une façon d'en rendre la trajectoire plus imprévisible, donc plus difficile à frapper. La chose est interdite par les réglements. Le 23 avril suivant, au cours d'un autre match contre les Red Sox, le cou de Pineda est maculé d'une substance, présumément du goudron de pin, ce que constate l'arbitre Gerry Davis, qui l'expulse du match en deuxième manche. Le 24 avril, Pineda est suspendu 10 matchs par la ligue pour cet incident. 
En s'entraînant durant sa suspension, Pineda se blesse au muscle grand rond de l'épaule droite. Son absence, qui doit durer 3 ou 4 semaines, se prolonge jusqu'en août. Il revient au jeu le 13 août contre Baltimore et complète 2014 avec 5 victoires, 5 défaites en 13 départs et une excellente moyenne de points mérités de 1,89 en 76 manches et un tiers lancées.
Le 10 mai 2015 contre les Orioles de Baltimore, Pineda amasse 16 retraits sur des prises, deux de moins que le record d'équipe des Yankees détenu par Ron Guidry et le plus grand nombre depuis les 17 d'Aníbal Sánchez pour Détroit en 2013. Il égale aussi le record des majeures partagé par Randy Johnson, Jake Peavy et Cliff Lee pour le plus grand nombre de retraits sur des prises par un lanceur partant dans un départ durant 7 manches.